# Анежский монастырь
 Национальный памятник культуры Чешской Республики (регистрационный номер 136 NP от  1978 года)
Анежский монастырь (чеш. Anežský klášter) — средневековый монастырь в Праге, заложенный Анежкой Пршемыславной и её братом королём Вацлавом I в 1231—1234 годах на месте старой больницы. Сама Анежка стала его первой аббатисой.
Монастырь находится в северо-восточной части пражского исторического района Старе-Место. К женскому монастырю клариссинок позднее был пристроен мужской конвент ордена младших братьев (миноритов).
Монастырский комплекс включает в себя монастырский костёл Святого Франциска, здание конвента миноритов, квадратный клуатр, большое монастырское крыло, монастырскую кухню, здание женского костёла, капеллу Святой Марии Магдалины, костёл Святого Спасителя, капеллу Святого Варвары, монастырские стены и дом аббатисы.
Согласно исследованиям Гелены Соукуповой, в 1261 году Анежка Чешская вместе со своим племянником Пржемыслом Отокаром в день его коронации 25 декабря заложила восточнее капеллы Девы Марии святыню Спасителя, предназначавшуюся для семейного некрополя. Святыня была построена в геометрически правильном виде, основанном на золотом сечении. Вход в святыню находился со стороны часовни Девы Марии под полукруглой аркадой, на капителях которой были вырезаны бюсты пяти чешских королей и королев. В полигональном вверху строения между листьями был установлен маленький бюст монахини, считающийся бюстом самой Анежки. За бюстом находится вход в крипту Пршемысловичей. Моделью для строительства крипты послужила французская королевская усыпальница в Сен-Дени.
В монастыре с 1963 года размещается один из отделов Пражской национальной галереи. В монастыре находится выставка средневекового искусства 1200—1550 годов.

## Строительство монастыря

### Начало строительства (1231—1234)
Годом учреждения монастыря можно считать 1231 год, когда вопрос о браке Анежки Пршемысловны был снят. Брат Анежки, король Вацлав I, пожаловал для организации монастыря земельный участок на правом берегу Влтавы рядом с госпиталем, ремесленными мастерскими и кузницами. Кроме того, король даровал новому монастырю ряд привилегий.
Одним из старейших строений монастырского комплекса является костёл Святого Франциска, который на первом этапе строительства был возведён без пресвитерия. Одновременно со строительством храма началось строительство большого восточного крыла конвента, протянувшегося от северной стороны костёла до северной монастырской стены у берега Влатвы. Строительство храма было окончено к 1234 году, тогда же он был освящён. В 1233 году по приглашению Анежки в Прагу прибыло пять монахинь-клариссинок из итальянского города Тренто, вероятно, из монастыря Святой Клары, позднее к ним присоединилось ещё 7 благородных девиц из Чешского Королевства. Конвент сестёр клариссинок и костёл Святого Франциска были открыты в день пострижения Анежки Пршемысловны в монахини 25 марта 1234 года. В 1237 году папа Григорий IX пожаловал монастырю множество новых привилегий.

### Второй этап строительства
На втором этапе строительства был достроен комплекс мужского конвента на месте бывшей больницы, а капелла Святой Варвары была присоединена к боковой стороне костёла Святого Франциска. К северной стене пресвитерия костёла было пристроено жилое трёхсводчатое здание, которое вскоре было перестроено в капеллу Девы Марии. Севернее от неё была помещена собственная часовня аббатисы Анежки и её жилище. В это же время была возведена галерея клуатра клариссинок, которая первоначально планировалась из восьми сводчатых полей в каждом отсеке, но построена была из шести. В 50-х годах XIII века к монастырю была пристроена кухня.
Король Вацлав I продолжал финансировать строительство Анежского монастыря до самой своей смерти в 1253 году, после чего был погребён в пресвитерии монастырского костёла Святого Франциска. Здесь же была похоронена и его жена Кунигунда Швабская. Поскольку пресвитерий храма Святого Франциска был достроен на втором этапе, в нём найдены отметки каменотёсов, отличающиеся от отметок в кладке самого храма, что свидетельствует о приходе в Анежский монастырь новой строительной артели.

### Третий этап строительства
После смерти брата аббатиса Анежка при поддержке своего племянника короля Пршемысла Отакара II в 1261 году построила однонефный костел Святого Сальвадора, который служил мавзолеем династии Пршемысловичей. Архитектура костела состоит из одного главного нефа  с двумя крестовыми нервюрными сводами, оканчивающиеся пятисторонним окончанием. К тому времени архитектура костела больше обращалась к западным европейским мотивам, а точнее к архитектурным мотивам западной Франции, вдохновляясь такими соборами французских городов: Лаон и Суасон. Это повлияло на внутреннее убранство костела, где можно заметить капители колонн с природными узорами.
В то же время была достроена триумфальная арка соединяющая неф с часовней Девы Марии.
|                                                             |  |                                                             |  |                                                              |
| Здания монастыря, возведённые на первом этапе строительства |  | Здания монастыря, возведённые на втором этапе строительства |  | Здания монастыря, возведённые на третьем этапе строительства |

## От Средних веков до современности
В 70-х годах XIV века комплекс перестроен в стиле «чешской готики». Затем монастырь находился в упадке, вплоть до 1556 года, когда перешёл к доминиканцам. Доминиканцы в основном использовали строения монастыря клариссок, здания миноритского монастыря были проданы или сданы в аренду. Крыло клариссок было в 1570 году перестроено в ренессансном стиле. В 1629 году в монастырь вернулись кларисски. После пожара 1689 года монастырь был перестроен в стиле раннего барокко, а в 1750 году в стиле барокко. Во время правления Иосифа II монастырь был закрыт.
В XVII веке монастырь постиг кризис, который решил дальнейшую судьбу монастыря. В 1611 году ситуация привела к разрушению арок в костеле Святого Франциска, который с тех пор служил кладбищем. В 1782 году во время правления Йозефа II монастырь был разрушен и продан. Новые владельцы монастыря разделили его на маленькие просторы, которые использовались в качестве квартир для бедных слоёв пражского населения. Оставшиеся просторы использовали как склады и мастерские.
Во второй половине XIX века возникло сообщество по восстановлению Анежского монастыря. В ходе архитектурно-археологических исследований было составлено несколько планов по реконструкции монастырского комплекса от чешских архитекторов Йозефа Моцкера, Антонина Цехнера и Яна Коула. Восстановление монастыря было начато на рубеже веков и проходило вплоть до 1914 года, но так и не было завершено. 
В течение многих десятилетий строения монастыря использовались в качестве квартир для бедных слоёв пражского населения. До 30-х годов XX века, монастырь и прилегающий район «На Франтишку» были синонимами социального гетто для бедных, на которое перешли стигмы еврейского гетто на Йозефове, незадолго до того упразднённого.
После перепланировки района «На Франтишку», с 30-х годов XX века шла реставрация монастыря, завершившаяся только в 1980-х годах.  Весь комплекс, в том числе и интерьер, были восстановлены в стиле готики, барокко и ренессанса.
Несмотря на то, что монастырь считается готической постройкой, в нём так же присутствуют элементы эпохи ренессанса и барокко, поэтому при реконструкции монастыря архитекторам приходилось учитывать стилистические детали. 
Первым к реконструкции монастыря преступил археолог Олдрих Стефан, который провел подробное архитектурно-археологическое исследование монастыря в 1941 году. Под его руководством большие изогнутые подпоры в стиле барокко, соединяющие часовню Святой Марии с пресвитерием костела Святого Франциска, были уменьшены, потому что нарушали масштаб строения и расчленение данных просторов. По той же причине были перенесены некоторые готические порталы. Комплекс строений был изменён в пользу гармоничности и эстетичности архитектурной композиции монастыря.
В 60х годах реконструкцией Анежского монастыря руководил архитектор Йозеф Хизлер. Под его руководством был реконструирован клуатр клариссинок. Несмотря на то, что клуатр был признан готическим благодаря своим готическим окнам, архитектор реконструировал аркады ренессансной лоджии, а также сохранил потолок в стиле барокко на первом этаже клуатра.
Последним этапом реконструкции руководили архитекторы Йозеф Хлават и Карл Кунц. Их целью было дать монастырю цельный вид, а также достроить крышу костела Святого Франтишка. Решением было использование современных материалов как железо и бетон, при этом учитывая пропорции и стилистический характер костела. 
Последняя реконструкция монастыря прошла в 2002 году после наводнения, из-за которого пострадало множество архитектурных строений старого города.

## Костел Святого Франциска
Необычный асимметричный двухнефный костел Святого Франциска, ранняя строгая минористская постройка, является первой постройкой из комплекса строений Анежского монастыря.
Строительство костела началось в 1231, проходило быстро и к 1234 г было завершено. Костел состоял из главного нефа с нервюрными крестовыми сводами, опирающимися на столбы-устои, и южного бокового нефа с крестовым сводом в восточной части, освещенное раннеготическим стрельчатым двудольным окном. Окно венчает готическая роза, которая является первой готической розой в Чехии. Главный и боковой неф костела Св. Франциска разделены двумя колоннами, где каждый неф имеет собственный портал в западной стене.
В западной части костела была размещена трибуна монастыря сестер, вход в которую был оснащен порталом в северной стене, а позднее был перенесен на восточную стену.
С северной стороны стоял двухэтажный дом клариссинок. Такое расположение строений имело функциональные причины, в силу того, чтобы клариссинки могли сразу из жилых помещений проходить до трибун.
В 1611 году рухнули своды, с тех пор костел служил как общественное кладбище.  
В 1986 году костел был реконструирован. В ходе реконструкции, над храмом была сооружена новая современная асимметричная крыша с деревянной конструкцией, а западная сторона дополнена бетонной конструкцией.

## Пресвитерий
Пресвитерий был пристроен в только во второй фазе строительства монастыря в 1238-45 году и трижды реконструирован в XX веке. Пресвитерий разделен двумя крестовыми сводами и пятиугольным завершением. В Пресвитерий могли ходить только мужчины, поэтому алтарь был нетипично помещен в южной стене и присоединен к мужским покоям.
Простор освещают два стрельчатых двудольных окна. Портал на южной стороне с богато украшенным профилем построен в 1380 года, а в 1947 году перенесен на западную сторону. Во времена запустения монастыря пресвитерий служил как двухэтажное складское помещение. Был найден археологами в 1941.
В пресвитере находится надгробие, под которым захоронен чешский король Вацлав I. С 1296 года здесь несколько десятилетий был похоронен и любимый племянник Анежки, король Пржемысл Отакар II, останки которого позднее были перенесены в собор св. Вита.

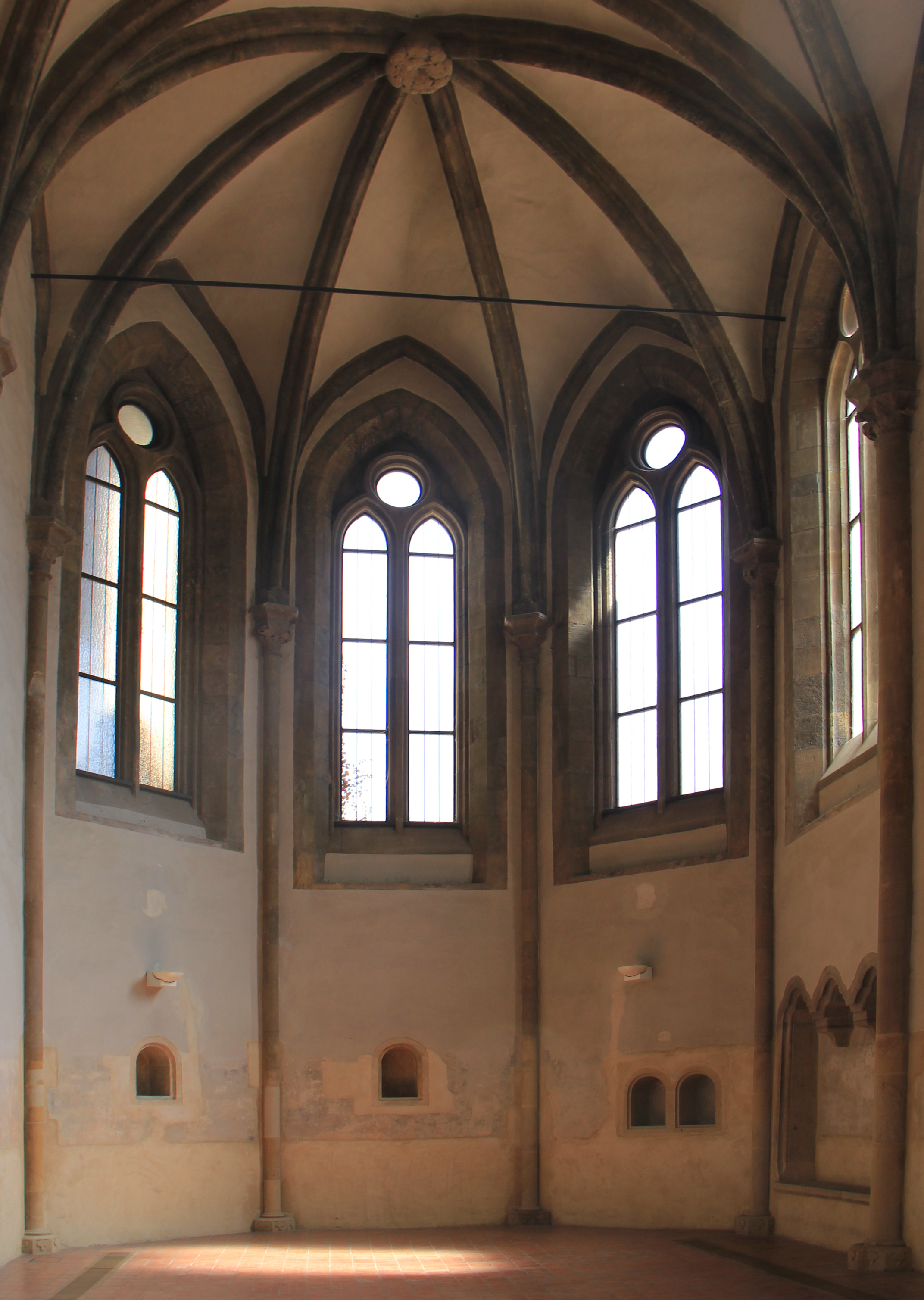
Пресвитерий

## Часовня Девы Марии
Часовня Девы Марии построена в 1238-45 году, прилегает к северной части пресвитерия собора Св. Франциска. Двухэтажное здание было объединено в часовню с большим алтарем в восточной части.
Часовня Святой Девы Марии имеет за собой сложную строительную историю. Изначально прямоугольный простор был разделен на 2 части. В конечном итоге стена, разделяющая простор, была уничтожена, а помещения были объединены в одно с алтарем в восточной стене с большим полукруглым проходом. В западной части была трибуна сестер вход в которую был из женской обители.
С северной стороны часовни была ниша для Анежки. В подвале Анежкиной часовни был кирпичный свод и алтарь с восточной стороны.  Своды и стены покрывали фрески. На северной стене была лестница и узкий проход, ведущие в её собственные покои, а в западной стене был портал, который соединял часовню с конвентом. В XVIII веке анежкины покои были изменены на алтарь Св. Марии Магдалины.
При подробном архитектурно-археологическом исследовании было обнаружено, что часовня была укреплена тесанной брусчаткой, создавая ощущение того, что часовня была сконструирована отдельно. Проход из часовни Девы Марии до часовни Анежки был построен лишь в период барокко в XVIII веке.
В южной стене часовни находится погребальная арка. Анежка умерла 2 марта 1282 года и была похоронена в часовне. Ниже находился гроб с останками монахини, а над ним погребальная арка с настенными фресками.  При вскрытии усыпальницы в 1941 году Иваном Борковским выявилось, что останков Анежки там не было.
В часовне находится гроб с останками жены Вацлава 1, королевы Кунгуты Штаушской.

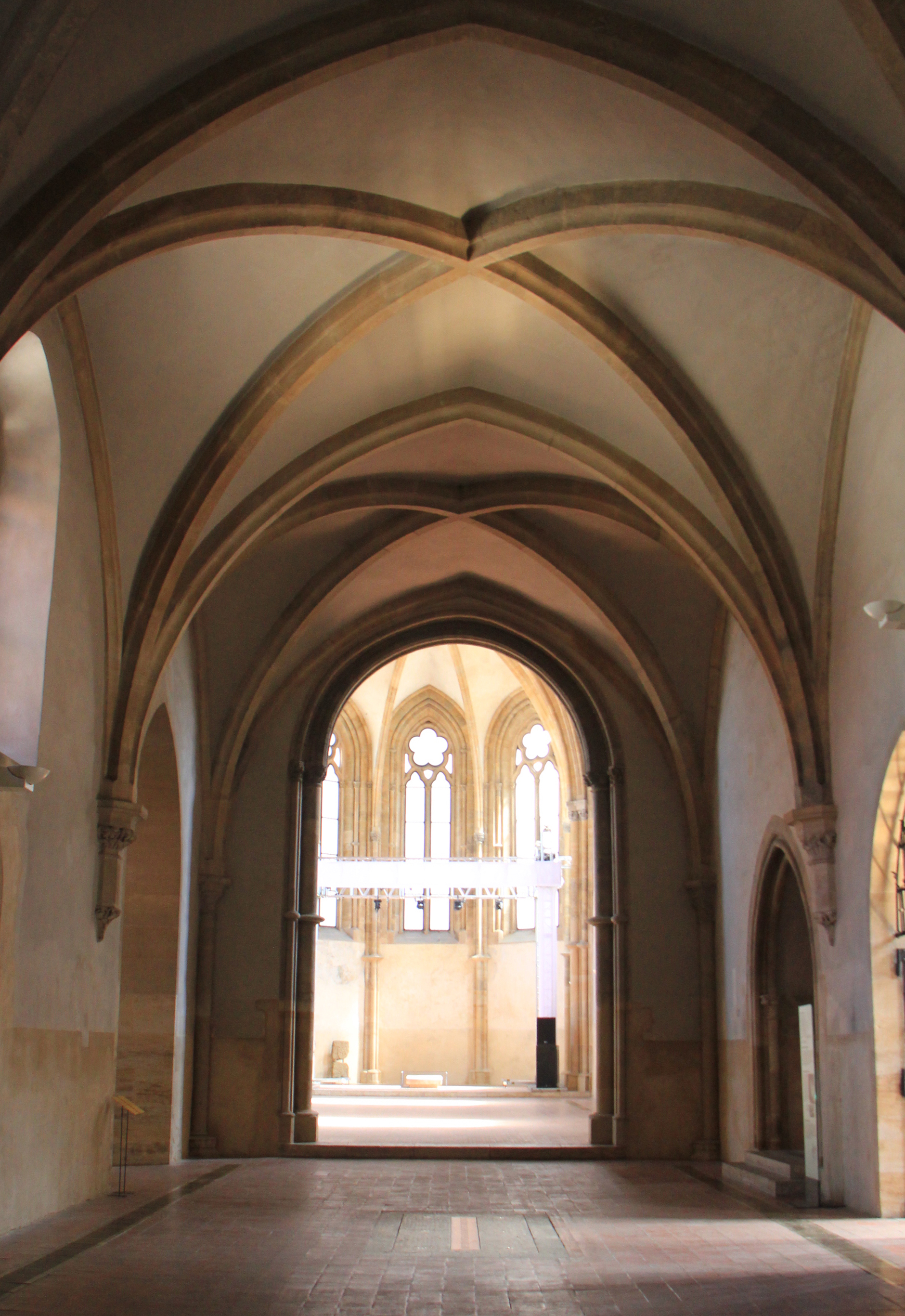
Часовня Девы Марии

## Костел Святого Сальвадора
Костел Святого Сальвадора является самым большим из всех храмов Анежского монастыря. Святыня граничит с восточной частью часовни Девы Марии. Точной даты постройки нет, известно, что стройка собора началась во время правления Пржемысла 2 и велась вплоть до восхождения на престол Вацлава 2.
Простор состоит из двух крестовых реберных сводов и пятиполым завершением. Снаружи здание разделяют опорные колонны, а освещают простор готические окна с двумя стрельчатыми арками и завершающей их розой в виде открытого пятилепесткового цветка. В окнах бокового нефа завершающая роза содержит в себе узор звезды. Внутренние стены разделены колоннами, идущими от пола к своду. На капителях колонн присутствуют реалистичные орнаменты цветов и листьев. Также на капителях можно заметить головы пяти королей и королев, а на капители триумфальной колонны над алтарем можно увидеть лик и самой Анежки. 

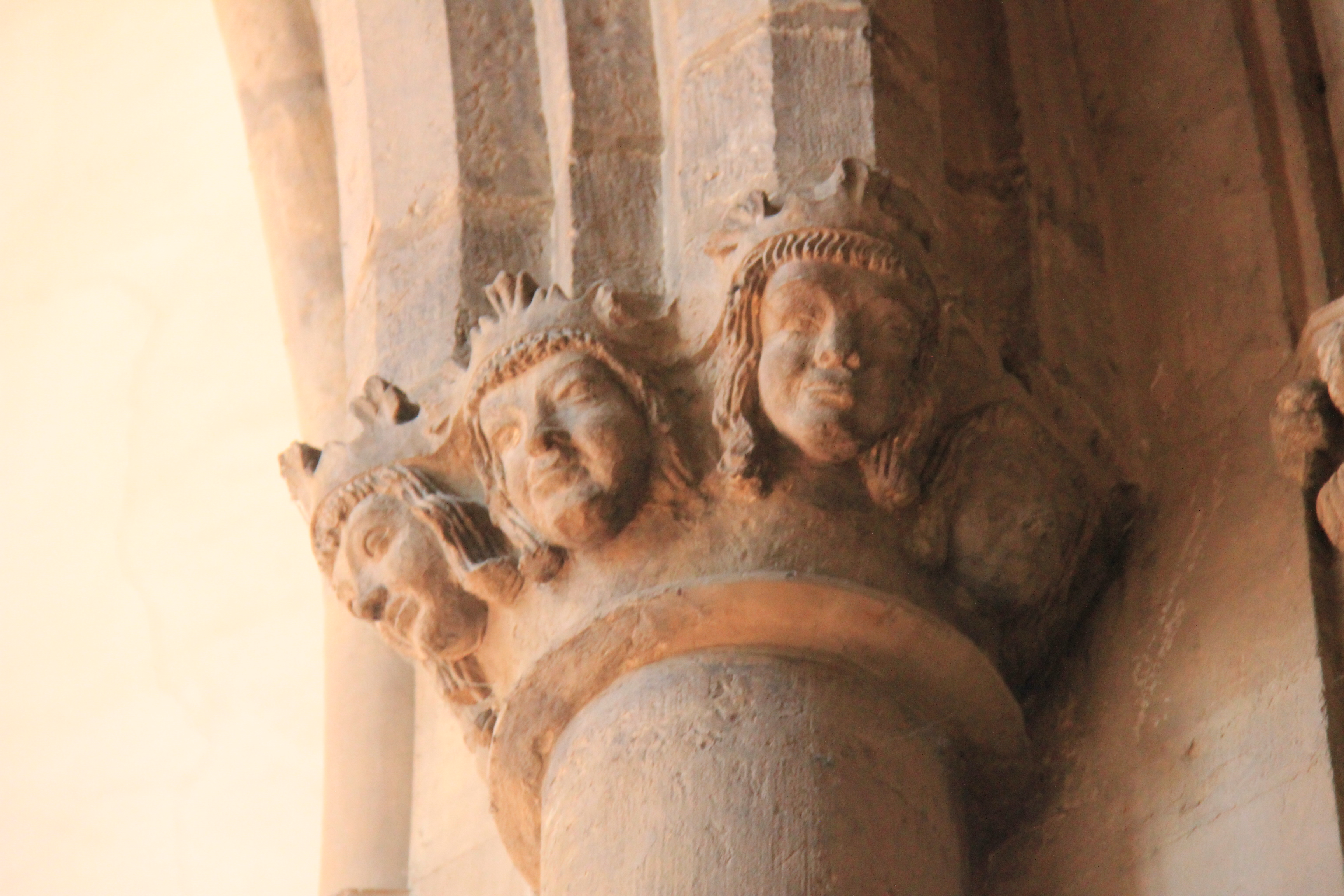

## Королевский некрополь
Во время своего строительства, монастырь имел уникальную в тот момент на чешских землях готическую структуру, впервые использованную для построек такой величины.
В крипте похоронены:
- Кунигунда Швабская (†1248)
- Вацлав I (†1253)
- Маргарита, дочь Пжемысла Отакара II и Кунигунды Венгерской (†1277)
- Анежка Чешская (†1282) — похоронена была здесь. Во время гуситских войн монахини спрятали останки святой в неизвестном до сих пор месте[10].
- Кунигунда Галицкая (†1285)
- Анежка Пржемысловна (†1296)
- Гута, дочь Вацлава II и Гуты (†1297)

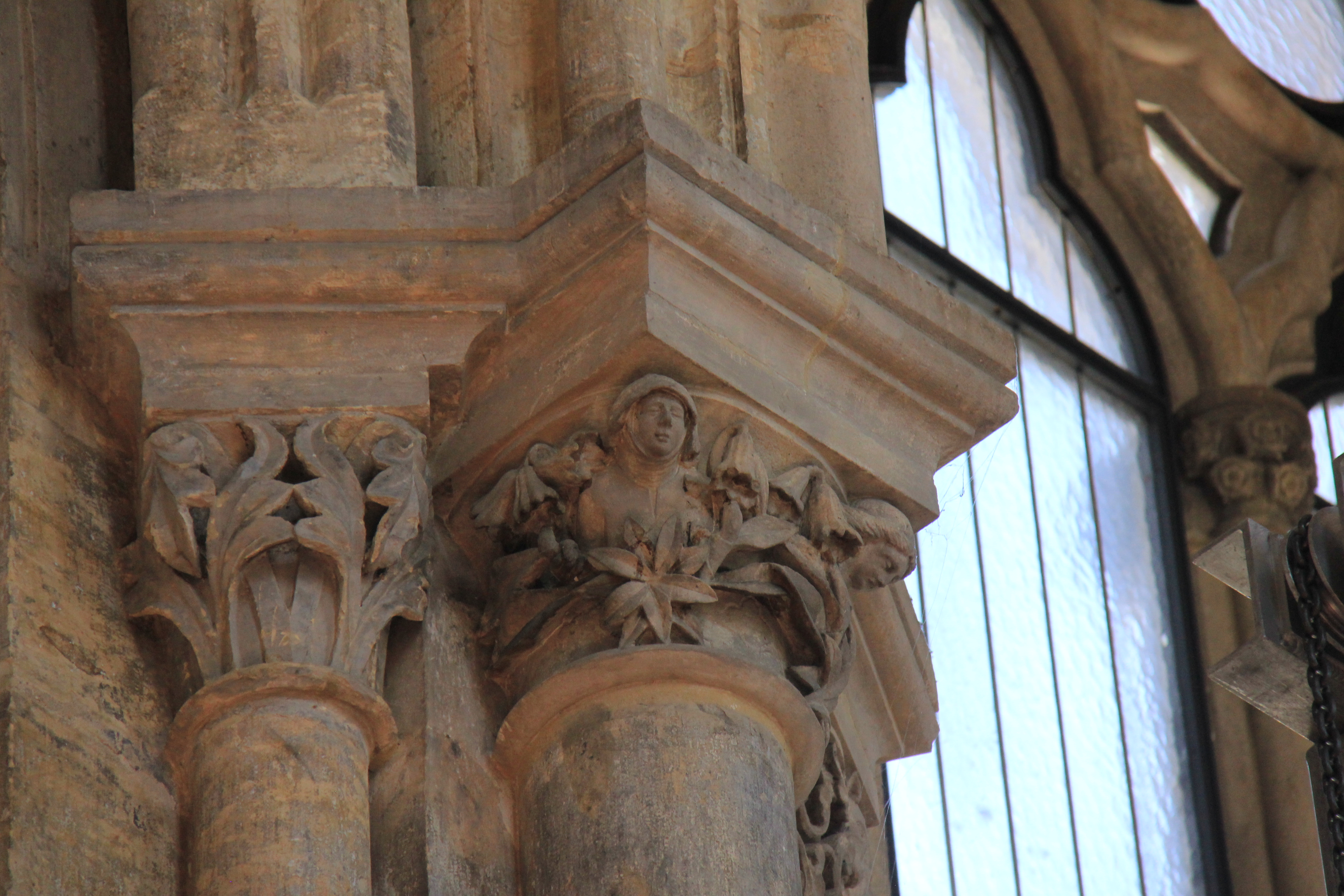
Лик Анежки

- Агриппина Галицкая (†1309)

## Монастырские построения

### Монастырский квадратный клуатр
Монастырский квадратный клуатр был построен в 1238-45г, а реконструирован в 1965-80г. Считалось, что клуатр с райским садом был сердцем монастыря. Это был не только коридор соединяющий различные части монастыря, но в то же время был одним из самых красивых архитектурных строений Анежского монастыря. Изначально находился в западном крыле монастыря. Был разделен на 6 крестовых сводов, опирающихся на колонны, заканчивающимися узорчатыми раннеготическими капителями. Клуатр освещен раннеготическими окнами в виде остроконечных аркад. К южному крылу клуатра была пристроена часовня. В XVIII веке стены клуатра были укреплены кирпичными колоннами. После закрытия монастыря в 1782 году амбит был разделен деревянными перегородками на небольшие комнаты, а на внутренней стене проделали новые окна.

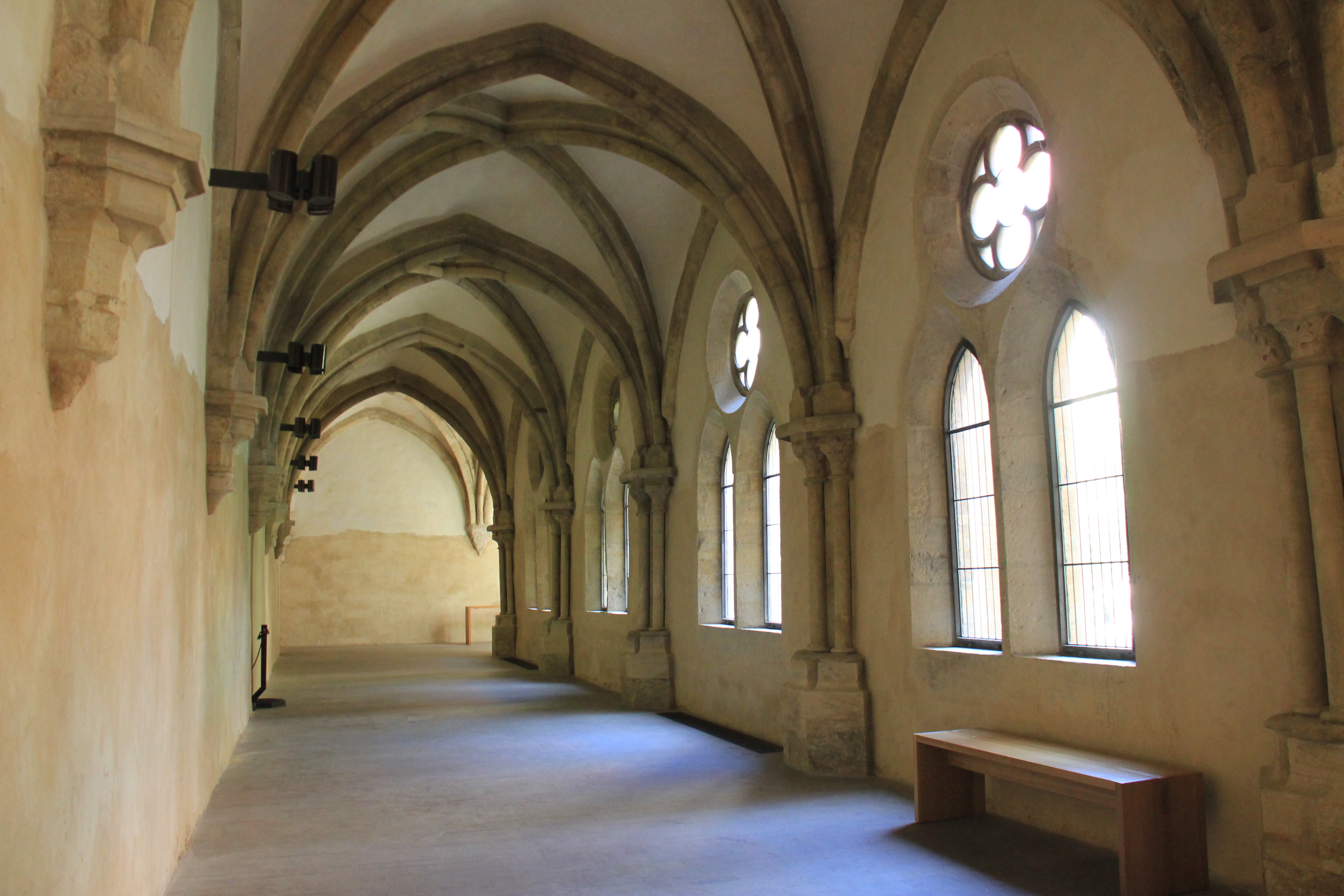
Монастырский квадратный клуатр

### Кухня
Кухня была построена в 1250г, а реконструирована в 1958-63 и 1965-80г. Простор кухни представляет собой квадрат, завершаемый нервюрным готическим сводом с круглым отверстием для выхода дыма. В северной стене кухни находились 3 ниши, которые вероятно использовались как хранилища.

### Трапезная и скрипторий
Трапезная и скрипторий были объединены в одно помещение, разделенное на 2 части полукруглыми арками, опирающихся на низкую центральную колонну, где каждая часть помещения была оснащена собственным порталом в западной стене. Отличительной особенностью является то, что каждая часть имеет разные окна и профиль арок, опирающихся на центральную колонну. В северной стене трапезной находился в полукруглый портал, ведущий к хозяйственной части, а в левом углу была винтовая лестница, ведущая в покои клариссинок.

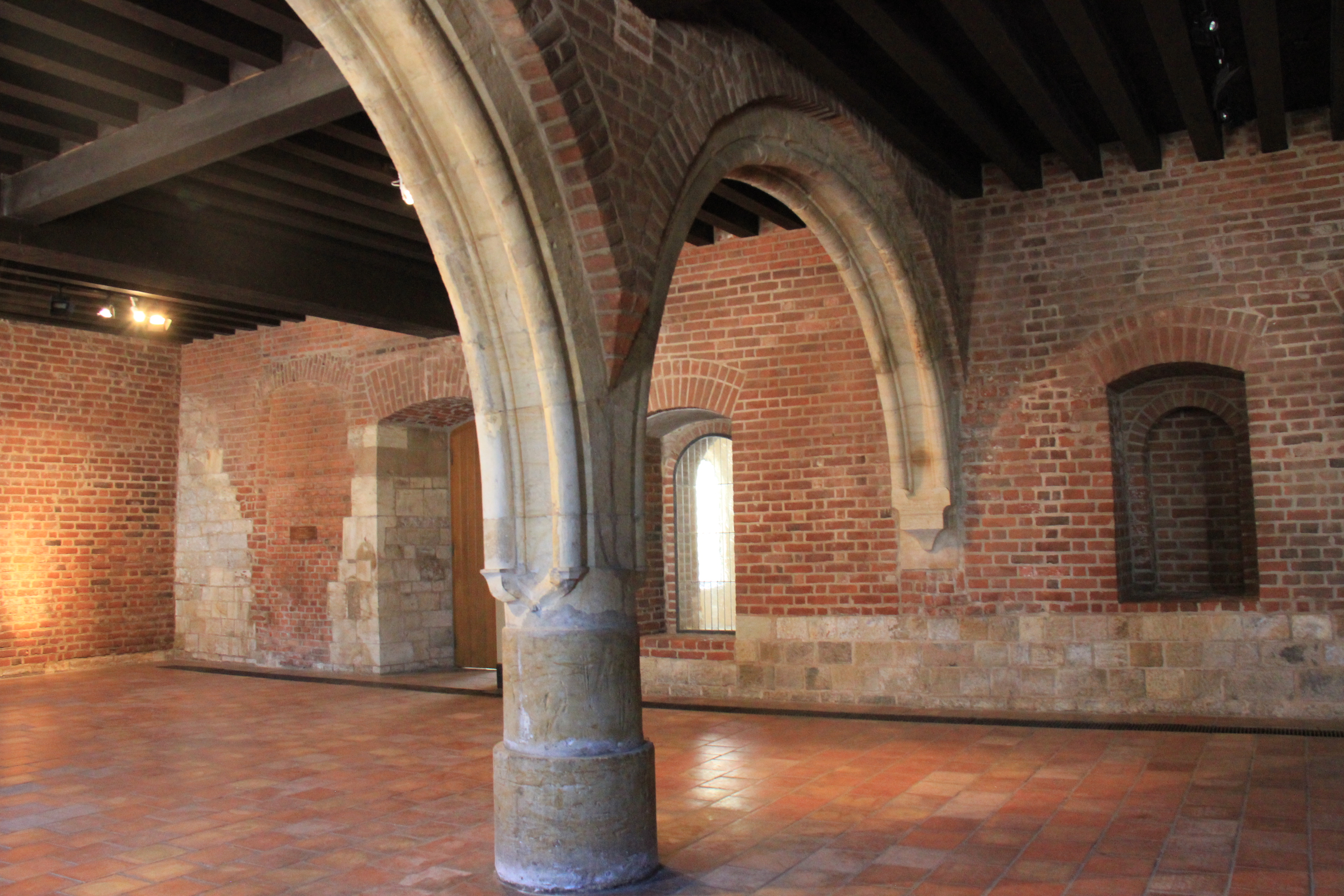
Трапезная и скрипторий

### Капитульный зал
Является одной из самых важных построек монастыря. В капитульном зале монахини собирались как минимум раз в неделю, где решали самые важные вопросы монастыря и монастырской казны. Зал представляют собой прямоугольную комнату с плоской крышей, деревянным столбом посередине и западным порталом. В архитектурных элементах зала можно заметить символику числа трех, что означало единство, совершенство и святую троицу. Вдоль северной стены находится лестница, ведущая к женским покоям.

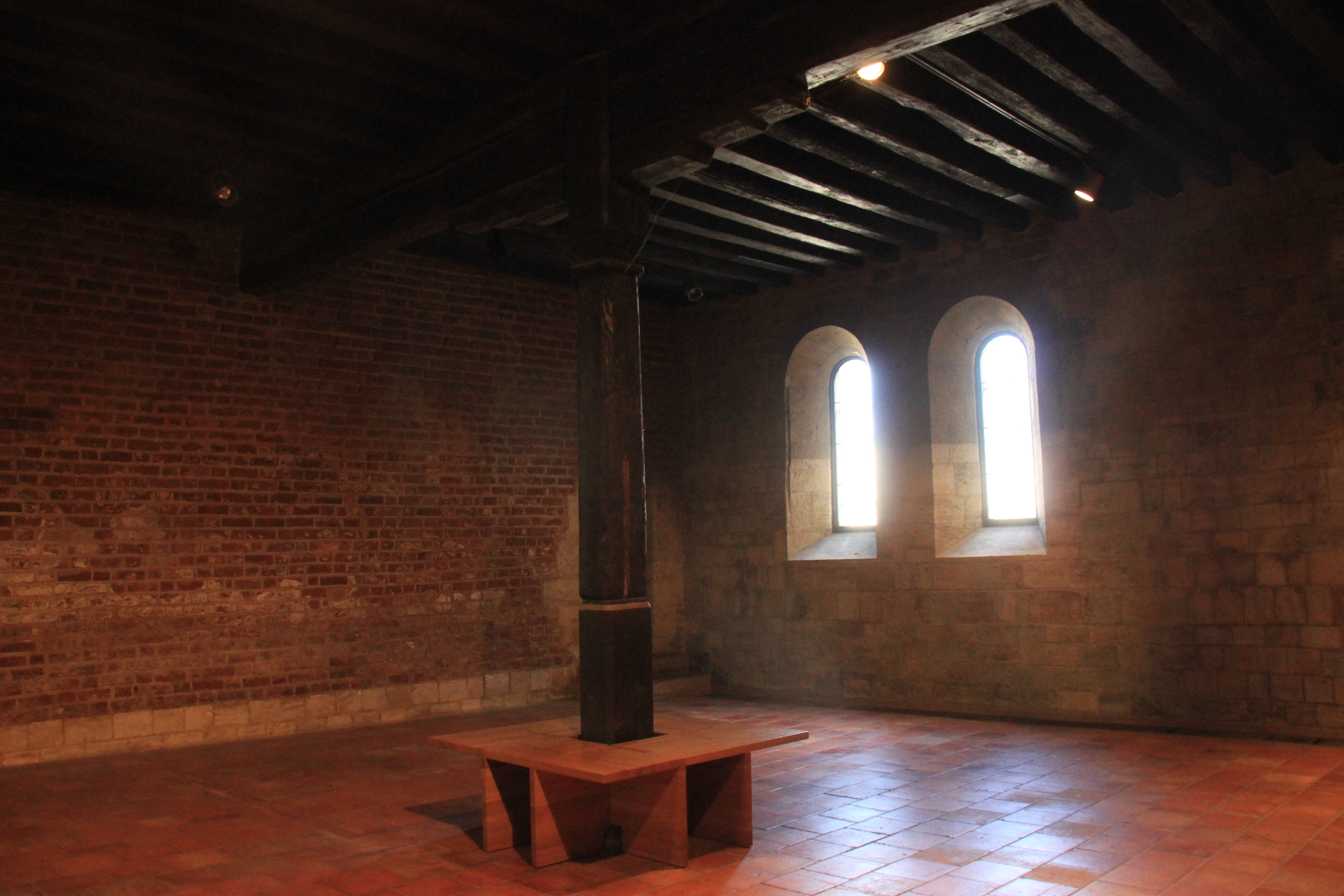
Капитульный зал